# 王兆海
王兆海（1950年—），江苏建湖人，中国人民解放军中将。

## 生平
1972年5月加入中国共产党。1973年7月，被选派到四川大学中文系，成为工农兵学员。1976年毕业。后供职于北海舰队。1977年，任《人民海军报》编辑，后升任副总编辑。1992年，任中国人民解放军海军政治部副秘书长、政治部文化部部长。2000年，升任中国人民解放军总政治部宣传部副部长。2005年，任军事科学院政治部主任；2008年，升任副院长。2009年，任中国人民解放军海军政治部主任。